# GME 12
Die normalspurige Tenderlokomotive GME 12 der Georgsmarienhütten-Eisenbahn war eine laufachslose Dampflokomotive für den Industriebetrieb, sie entstand bei Borsig 1908. Die Lok stand bis 1966 in Betrieb.

## Geschichte
Wegen der weiter steigenden Betriebsleistungen beim Werksverkehr der Georgsmarienhütten-Eisenbahn musste die Gesellschaft 1908 ihre erste vierachsige Lokomotive beschaffen. Die Lokomotive erhielt 1928 einen neuen Kessel, der von der eigenen Werkstatt der Gesellschaft hergestellt wurde.
1938 waren 249 Stehbolzen und 146 Siederohre zu ersetzen. Die Reparatur zog sich bis Anfang 1939 hin. 1941 musste sie abgestellt werden und konnte erst 1944 in Betrieb genommen werden.
Die GME 12 wurde nach einer weiteren umfangreichen Reparatur im Jahr 1949 erst in den 1960er Jahren durch die Lieferung von Diesellokomotiven abgelöst. Sie wurde Anfang 1966 ausgemustert und bald danach verschrottet.

## Konstruktion
Die Lokomotive hatte einen genieteten Blechrahmen, zwischen den Rahmenwangen waren mehrere Querträger ein als Versteifung eingenietet worden. Die beiden langen seitlichen Kästen dienten der Bunkerung des Wassers. Der Brennstoff war hinter dem Führerhaus gelagert. Die dritte Achse war die Antriebsachse. Abgefedert wurden die Achsen von Blattfedern, die oberhalb der Achslager und innerhalb des Rahmens lagen. Die Heusinger-Steuerung der Lok wurde mit Flachschiebern gesteuert. Der Kreuzkopf war einschienig ausgeführt.
Der Kessel bestand aus drei Schüssen, die miteinander vernietet waren. Der Stehkessel hatte eine Feuerbüchse aus Kupfer und trug das Sicherheitsventil. Gespeist wurde der Kessel von zwei Strahlpumpen. In Langkesselmitte saß der Dampfdom, dahinter der quadratische Sandkasten mit je zwei Sandfallrohren je Triebwerksseite.
Die Rauchkammer entsprach preußischen Normen. Das Führerhaus besaß kleine runde Fenster in den Stirnseiten.
Ursprünglich besaß die Lok die Dampfbremse, zu einem nicht bekannten Zeitpunkt wurde sie auf die indirekte Bremse von Knorr umgebaut, sie bremste alle Radsätze einseitig von vorn ab. Es waren eine Dampfpfeife und ein Dampfläutewerk der Bauart Latowski vorhanden. Die ursprüngliche Petroleumbeleuchtung wurde nach dem Zweiten Weltkrieg auf elektrische Beleuchtung umgebaut.